# 18288 Nozdrachev
18288 Nozdrachev este un asteroid din centura principală de asteroizi.

## Descriere
18288 Nozdrachev este un asteroid din centura principală de asteroizi. A fost descoperit pe 2 noiembrie 1975 la Observatorul de Astrofizică din Crimeea de Tamara Smirnova. Asteroidul prezintă o orbită caracterizată de o semiaxă mare de 2,89 ua, o excentricitate de 0,16 și o înclinație de 8,3° în raport cu ecliptica.